# Соходол (Брашов)
Соходол (рум. Sohodol) — село у повіті Брашов в Румунії. Входить до складу комуни Бран.
Село розташоване на відстані 133 км на північний захід від Бухареста, 21 км на південний захід від Брашова.

## Населення
За даними перепису населення 2002 року у селі проживали 1697 осіб, з них 1696 осіб (99,9%) румунів. Усі жителі села рідною мовою назвали румунську.